# Flexiseps tanysoma
Flexiseps tanysoma — вид сцинкоподібних ящірок родини сцинкових (Scincidae). Ендемік Мадагаскару.

## Поширення і екологія
Flexiseps tanysoma мешкають на північному заході острова Мадагаскару. Вони живуть в сухих тропічних лісах, на висоті від 100 до 400 м над рівнем моря.